# Тернопільська обласна премія імені Івана Марчука
Тернопільська обласна премія імені Івана Марчука — регіональна премія Тернопільської области. Заснована 2016 року на честь живописця, народного художника України, лауреата Національної премії України ім. Шевченка Івана Марчука.

## Лауреати
- 2016 — Павло Шачко, Вікторія Ялова.
- 2017 — Ольга Козак, Анастасія Панчак
- 2018 — Денис Фотенюк, Марія Кусяк
- 2021 — Вадим Ширшов, Олеся Бетлей[1]
- 2023 — Софія Кричко, Олександр Баган[2]
- 2024 — Анастасія Чухрай, Інга Дудаш[3].